# Tonelada equivalente de petróleo
A tonelada equivalente de petróleo (tep) é uma unidade de energia definida como o calor libertado na combustão de uma tonelada de petróleo cru, aproximadamente 42 gigajoules. Como o valor calórico do petróleo cru depende de sua exata composição química, que admite bastante variação, o valor exato da tep deve ser definido por convenção.
Tep costuma usar-se para expressar grandes quantidades de energia: é mais intuitivo aquilatar a energia liberada em mil toneladas de petróleo do que a ordem de grandeza de 42 bilhões de joules (42x109J), cuja significação é um tanto abstrata. É ainda importante considerar que "tonelada equivalente de petróleo" é a unidade primordial de energia para apresentação dos balanços energéticos nacionais, como o Balanço energético nacional brasiléiro – BEN, de edição anual, bem como  do balanço energético consolidado planetário. Essa escolha se dá pelo fato de ser ainda o petróleo o energético mais importante na composição das matrizes energéticas da atualidade, fato consequente e derivado de toda uma dinâmica econômico-política subjacente à cultura mundial do petróleo na atualidade.

## Definições
A Agência Internacional de Energia/OECD define 1 tep como  41,868 GJ  ou 11,630 MWh.
Algumas organizações usam outras definições para tep, por exemplo:
- 1 tep = 42 GJ
- 1 tep = 41,85 GJ[2]
- 1 tep = 7,11, 7,33, ou 7,4 barris de petróleo equivalente
- 1 tep, como usada no contexto de energia renovável, 45,217 GJ.

## Fatores de conversão
- 1 barril de petróleo equivalente (bpe)  contém aproximadamente 0,146 tep (isto é há aproximadamente 6,841 bpe em uma tpe).
- 1 t diesel = 1,01 tep
- 1 m3 diesel = 0,98 tep
- 1 t gasolina = 1,05 tep
- 1 m3 gasolina = 0,86 tep
- 1 t biodiesel = 0,86 tep
- 1 m3 biodiesel = 0,78 tep
- 1 t bioetanol = 0,64 tep
- 1m3 bioetanol = 0,51 tep[3]
- 1 MWh = 0,22 tep [4] (assume 39% de eficiência de conversão)